# آلیسیا کارا
Alessia Caracciolo (ایتالیایی: [alɛssja karattʃolo]؛ زاده ۱۱ ژوئیه۱۹۹۶)، که به طور حرفه‌ای به عنوان آلیسایا کارا شناخته می شود (/ əlɛsiə kɑ:rə / [3])، خواننده، ترانه سرا و سازنده کانادایی است. او پس از ساخت کاورهای موسیقی در مصاحبه با EP Entertainment و Def Jam Recordings در سال ۲۰۱۴ قراردادی را امضا کرد و اولین تک آهنگ خود را در همان سال منتشر کرد. "اینجا" به شماره۱۹ در جدول ۱۰۰ آهنگ داغ کانادایی رسیده است و در ایالات متحده آمریکا در رتبه پنجم قرار گرفته است.
اولین آلبوم استودیوی کارا، با نام" Know-It All "(عالم نما) به شماره ۸ در آلبوم های کانادایی و شماره ۹در صفحه بیلبورد ۲۰۰ در ایالات متحده رسیده است. (۲۰۱۵)سومین آهنگ از آلبوم او به نام'' Scars to Your Beautiful'' (زخم هایی به زیبایی تو) در سال ۲۰۱۶ به شماره ۸ در ۱۰۰ آهنگ داغ بیلبورد رسیده است. در سال ۲۰۱۷، کارا با DJ و آهنگساز زد همکاری کرد تا تک آهنگ  "Stay" را با استفاده از رپ برای ایجاد آهنگ "1-800-273-8255" ایجاد کند. کارا نامزدی برای چهار جایزه گرمی را دریافت کرده است، از جمله او برای بهترین هنرمند جدید در سال۲۰۱۸ برنده این جایزه شد.
دومین آلبوم استودیوی او،به نام "The Pains of Growing" (درد های در حال رشد)، موفق به کسب موفقیت تجاری متوسط از جمله برای تک آهنگ های "Growing pains"( الام رشدی) و "Trust My Lonely" (اعتماد من تنها) بود. البته او در زمینه صداپیشگی هم فعالیت‌های داشته از کارهای او می‌توان به انیمیشن ویلابی ها اشاره کرد. قد آلیسیا ۱.۶۳ است.

## زندگی شخصی

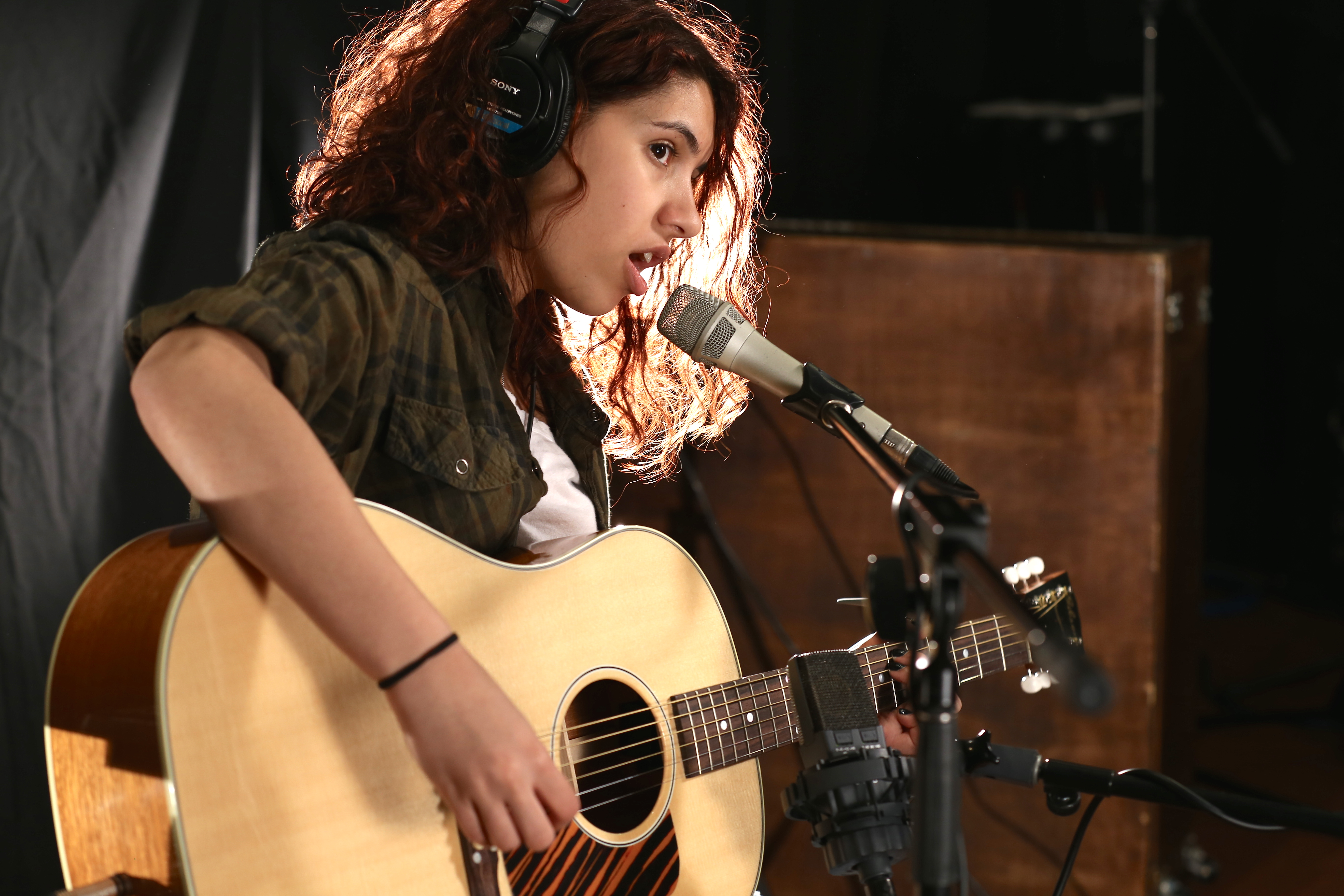
آلیسا کارا

کارا با کوین گارت، خواننده و ترانه نویس، از سال 2016 تا 2018 در رابطه بود.

## استعداد هنری

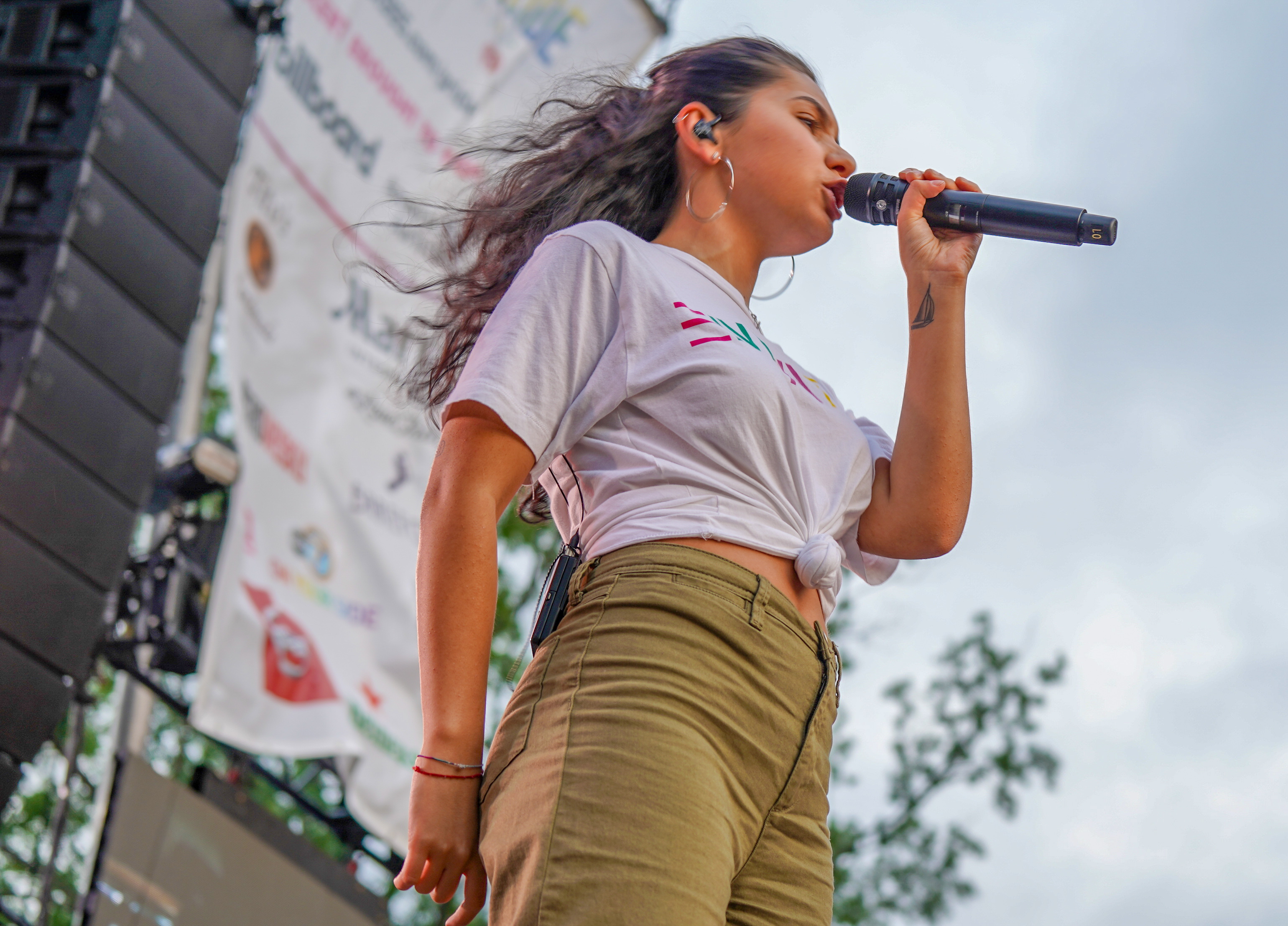
آلیسیا کارا در کنسرت کپیتال پراید ۲۰۱۸، واشنگتن دی سی، ایالات متحده آمریکا بودم.

کارا خواننده سبک آر اند بی است. او همچنین موسیقی را در ژانرهای پاپ، سول و غیره ایجاد می کند. تأثیرات او عبارتند از لارین هیل، ایمی واینهاوس، پینک، دریک و اد شیرن.

## آلبوم ها
- Know-It-All (عالم نما)۲۰۱۵
- The Pains of Growing(درد های رشد)۲۰۱۸
- In The Meantime (در این حین) ۲۰۲۱
- Love & hyperbole (عشق و اغراق) ۲۰۲۵

## بع
1. ↑  Caramanica, Jon (19 May 2015). "Alessia Cara Speaks Up for the Outsiders on 'Here'". The New York Times. Retrieved 1 June 2015.
2. 1 2 3 4 5  "Alessia Cara". Wikipedia (به انگلیسی). 2019-04-26.
3. ↑  «Who Is Alessia Cara? Boyfriend, Songs, Age, Ethnicity». J-14 (به انگلیسی). ۲۰۱۷-۱۲-۲۷. دریافت‌شده در ۲۰۱۹-۰۵-۰۱.
4. ↑  Arnold, Chuck (2018-11-30). "Alessia Cara is not into dating right now, thanks". New York Post (به انگلیسی). Retrieved 2019-05-01.
5. ↑  Williams, Michael; Beukelman, David; Ullman, Cara (2012-06-01). "AAC Text Messaging". Perspectives on Augmentative and Alternative Communication. 21 (2): 56. doi:10.1044/aac21.2.56. ISSN 1940-7475.
6. ↑  «BBC Music - BBC Music Sound Of, 2016 - 2nd Alessia Cara». BBC (به انگلیسی). دریافت‌شده در ۲۰۱۹-۰۵-۰۱.